# 周桑郡

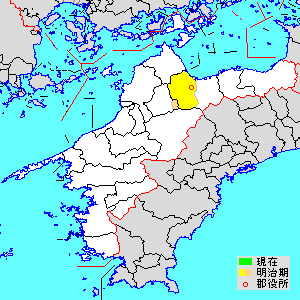
愛媛県周桑郡の位置（薄黄：後に他郡に編入された区域）

周桑郡（しゅうそうぐん）は、愛媛県にあった郡。

## 郡域
1878年（明治11年）に行政区画として発足した当時の郡域は、下記の区域にあたる。
- 西条市の一部（今在家、小松町各町以西）
- 東温市の一部（滑川・明河）

## 歴史

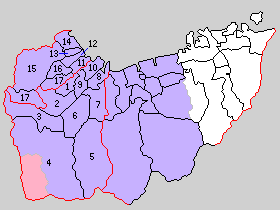
1.福岡村 2.田野村 3.中川村 4.桜樹村 5.千足山村 6.石根村 7.小松村 8.吉井村 9.周布村 10.多賀村 11.壬生川村 12.国安村 13.三芳村 14.楠河村 15.庄内村 16.吉岡村 17.徳田村（紫：西条市 赤：東温市）

- 明治30年（1897年）4月1日 - 郡制の施行により、周敷郡・桑村郡の区域をもって周桑郡が発足。下記の町村が所属。郡役所を西条から分割して福岡村に置く[注釈 1]。（17村）
  - 旧・周敷郡（10村） - 福岡村、田野村、中川村（現・西条市）、桜樹村（現・西条市、東温市）、千足山村、石根村、小松村、吉井村、周布村、多賀村（現・西条市）
  - 旧・桑村郡（7村） - 壬生川村 、国安村、三芳村、楠河村、庄内村、吉岡村、徳田村（現・西条市）
- 明治31年（1898年）11月21日 - 小松村が町制施行して小松町となる。（1町16村）
- 明治34年（1901年）6月14日 - 壬生川村が町制施行して壬生川町となる。（2町15村）
- 大正2年（1913年）12月23日 - 福岡村が町制施行・改称して丹原町となる。（3町14村）
- 大正12年（1923年）4月1日 - 郡会が廃止。郡役所は存続。
- 大正15年（1926年）7月1日 - 郡役所が廃止。以降は地域区分名称となる。
- 昭和15年（1940年）10月1日 - 壬生川町・多賀村が合併し、改めて壬生川町が発足。（3町13村）
- 昭和26年（1951年）8月10日 - 千足山村が改称して石鎚村となる。
- 昭和30年（1955年）
  - 1月1日（4町6村）
    - 吉井村・周布村・壬生川町・国安村・吉岡村が合併し、改めて壬生川町が発足。
    - 三芳村・楠河村・庄内村が合併して三芳町が発足。

  - 4月25日（4町3村）
    - 石鎚村・石根村・小松町が合併し、改めて小松町が発足。
    - 丹原町・徳田村が合併し、改めて丹原町が発足。

  - 7月20日 - 中川村・桜樹村が合併し、改めて中川村が発足。（4町2村）
- 昭和31年（1956年）9月1日（4町）
  - 丹原町・田野村・中川村（滑川の全域および明河の一部を除く）が合併し、改めて丹原町が発足。
  - 中川村の一部（滑川の全域および明河の一部）が温泉郡川内村に編入、町制施行して川内町となる。
- 昭和31年（1956年）9月30日 - 丹原町の一部（明河の一部）が温泉郡川内町に編入。（4町）
- 昭和46年（1971年）1月1日 - 壬生川町・三芳町が合併して東予町が発足。（3町）
- 昭和47年（1972年）10月1日 - 東予町が市制施行して東予市となり、郡より離脱。（2町）
- 平成16年（2004年）11月1日 - 小松町・丹原町が西条市・東予市と合併し、改めて西条市が発足。同日周桑郡消滅。